# HMS Endeavour
O HMS Endeavour, também conhecido como HM Bark Endeavour, foi um navio de pesquisa da Marinha Real Britânica comandada pelo tenente James Cook na sua primeira viagem de descoberta à Austrália e à Nova Zelândia, entre os anos de 1769 e 1771.
O Endeavour iniciou o seu serviço em 1764 como navio de apoio de transporte de carvão com a designação de Earl of Pembroke, sendo adquirido pela marinha em 1768 para uma missão científica ao oceano pacífico, e para explorar os mares em busca da Terra Australis Incognita ou "terra desconhecida do sul". A marinha alterou o seu nome para His Majesty's Bark the Endeavour. Partiu de Plymouth em Agosto de 1768, passou pelo cabo Horn, e chegou ao Taiti a tempo de observar o 1769 trânsito de Vénus pelo Sol 1769. De seguida, parte para o grande e desconhecido oceano em direcção a sul, fazendo escala nas ilhas do Pacífico de Huahine, Bora Bora e Raiatea para que Cook as reivindicasse para a Grã-Bretanha. Em Setembro de 1769, ancorou ao largo da Nova Zelândia, sendo o primeiro navio europeu a chegar a essas ilhas 127 anos de pois do Heemskerck de Abel Tasman lá ter estado.
Em Abril de 1770, o Endeavour tornou-se o primeiro navio a chegar à costa leste da Austrália, quando Cook entrou naquela que é actualmente conhecida como Botany Bay. Em seguida, zarpa para norte ao longo da costa australiana. No seu percurso, encalha na Grande Barreira de Coral, levando a que Cook tivesse que deitar ao mar os seus canhões para reduzir o seu peso e sair dos corais. Como o navio sofreu alguns danos, Cook decide estacionar o navio numa praia, para que o seu casco passasse por algumas reparações, durante sete semanas. Em 10 de Outubro de 1770, seguiu para Batavia (actual Jacarta) nas Índias Orientais Holandesas para maiores reparações, tendo a tripulação feito um voto de secretismo sobre as terras que tinham visitado. Dois meses depois, em 26 de Dezembro, partiu em direcção a oeste, passando pelo cabo da Boa Esperança em 13 de Março de 1771, chegando ao porto inglês de Dover em 12 de Julho, depois de ter passado quase três anos no mar.
Esquecido após a sua épica viagem, o Endeavour passou os três anos seguintes a transportar material de construção naval para as ilhas Malvinas. Renomeada e vendida a privados em 1775, o navio regressou, por pouco tempo, ao serviço naval como navio de transporte de tropas durante a Guerra da Independência dos Estados Unidos, e foi afundado num bloqueio da Baía de Narragansett, em 1778. Os seus destroços nunca foram localizados com exactidão, mas alguns objectos, como seis canhões e uma âncora, estão em exposição em vários museus a nível mundial. Uma réplica do Endeavour foi lançado à água em 1994, e encontra-se atracado ao lado do Museu Nacional da Marinha da Austrália no porto de Sydney. A designação do vaivém espacial Endeavour tem a sua origem neste navio. O Endeavour também foi homenageado na moeda de 50 cêntimos da Nova Zelândia.
Em 2025 foi anunciado que cientistas do Museu Marítimo Nacional da Austrália concluíram que o navio está localizado num local chamado RI 2394, situado no fundo lamacento do porto de Newport, em Rhode Island, EUA.